# Hayden Roulston
Hayden David Roulston (Ashburton, 10 de enero de 1981) es un deportista neozelandés que compitió en ciclismo en las modalidades de pista, especialista en las pruebas de persecución, puntuación y madison, y ruta.
Participó en dos Juegos Olímpicos de Verano, en los años 2004 y 2008, obteniendo en total dos medallas, en Pekín 2008, plata en la persecución individual y bronce en persecución por equipos (junto con Sam Bewley, Marc Ryan y Jesse Sergent). Ganó una medalla de plata en el Campeonato Mundial de Ciclismo en Pista de 2003, en la prueba de madison.
En carretera su mejor resultado fue la victoria en la primera etapa de la Vuelta a España 2010, en la contrarreloj por equipos disputada en Sevilla.

## Medallero internacional
| Juegos Olímpicos   | Juegos Olímpicos     | Juegos Olímpicos  | Juegos Olímpicos        |
| Año                | Lugar                | Medalla           | Competición             |
| ------------------ | -------------------- | ----------------- | ----------------------- |
| 2008               | Pekín (China)        | Medalla de plata  | Persecución individual  |
| 2008               | Pekín (China)        | Medalla de bronce | Persecución por equipos |
| Campeonato Mundial |                      |                   |                         |
| Año                | Lugar                | Medalla           | Competición             |
| 2003               | Stuttgart (Alemania) | Medalla de plata  | Madison                 |

## Biografía

### La llegada a Francia
Hayden Roulston llegó a Francia al club Bressuire a principios de 2000. Conoció el éxito en los eventos de aficionados franceses, ganando once carreras (dos en 2001 y nueve en 2002). También ocupó el segundo lugar en la carrera profesional del Tour de Wellington ganando una etapa en 2002 y obtuvo resultados significativos por primera vez en pista durante ese año. Consigue la medalla de bronce en persecución por equipos en Juegos de la Commonwealth y participa con éxito en la competición de Sídney en la Copa del Mundo. Un mes después del torneo en junio, firmó su primer contrato profesional con el equipo francés Cofidis para 2003 y 2004.

### 2003-2004: Cofidis
Al unirse a Cofidis, Hayden Roulston se convirtió en compañero de entrenamiento de David Millar en Biarritz. Sus principales resultados en ruta durante su primera temporada como profesional los obtiene a partir de la Vuelta a Bélgica, donde ganó el maillot rojo de la clasificación de los sprints y en el Tour de Polonia donde gana la séptima etapa. Durante el verano participó en el Campeonato Mundial de Ciclismo en Pista de Stuttgart. Allí ganó la medalla de plata en la modalidad americana junto a Gregory Henderson.
En 2004, Roulston comenzó de nuevo destacando en territorio belga al ganar la primera etapa de la Vuelta a la Región Valona. También subió al podio en el Tour de Doubs y en el campeonato de Nueva Zelanda en ruta. Participa en los Juegos Olímpicos de Atenas, donde ocupó el séptimo lugar en la modalidad americana junto con Gregory Henderson.

### 2005: Discovery Channel
En septiembre de 2004, Heyden Roulston fichó para las temporadas 2004 y 2005 por el equipo americano Discovery Channel. Ahora reside en Waregem, en los Flandes Occidentales. Su debut con su nuevo equipo fue difícil. Lesionado durante el Tour de Langkawi, comenzó la temporada corriendo la Kuurne-Bruselas-Kuurne sin apenas haber competido. Sin embargo hizo una muy buena carrera terminando séptimo después de haber ayudado a su líder George Hincapie, quien ganó la carrera. Participó en las carreras de Flandes hasta el Tour de Flandes. El sufrimiento por un quiste que requirió de quirófano hizo que se perdiera el resto de la temporada. En octubre, se vio involucrado en una pelea en Timaru. Después de una disculpa pública por parte del ciclista, el Discovery Channel mantuvo su contrato para 2006. Roulston, sin embargo, solicitó la rescisión de este contrato y se enroló con el equipo Health Net donde se encontró con su compatriota Gregory Henderson.

### 2006: Health Net y los problemas cardiacos
Los primeros meses de Roulston en el Health Net presented by Maxxis tuvieron buenos resultados. Fue cedido al Team Subway para disputar el Tour de Wellington que ganó, y brilló en pista al ganar los campeonatos nacionales en pruebas individuales y de persecución por equipos. Participó de nuevo en Juegos de la Commonwealth y consiguió la medalla de plata en la carrera por puntos. Su carrera, sin embargo, iba a estar cerca de un final prematuro. En agosto se le diagnosticó síndrome de Naxos. Sin embargo, volvió a la competición unos meses más tarde, creyéndose curado después de seguir un tratamiento de medicina alternativa en Japón llamada reiki. Incluso se las arregló para pagar el título de Campeón de Nueva Zelanda en ruta en octubre.
 Sin embargo ya no formaría parte del equipo Health Net.

### 2007-2008: Hacia los Juegos Olímpicos de Pekín
Sin contrato profesional, fichó por el equipo amateur del Trek-Zookeepers Cafe. Roulston logró registrar resultados importantes en 2007. A principios de este año ganó por segunda vez el Tour de Wellington. En septiembre, fue seleccionado por el equipo nacional para los campeonatos del mundo en carretera de Stuttgart, ya que Julian Dean, Gregory Henderson y Timothy Gudsell se encontraban lesionados. Participó en la carrera en ruta, aunque tuvo que abandonar. Cerró la temporada ganando los campeonatos de Participó en la carrera de ruta, por dimisión. Cerró la temporada al ganar el campeonato de Oceanía en ruta y la carrera a los puntos en pista, con Gregory Henderson.
En 2008, Roulston volvió a ganar etapas en el Tour de Wellington y es seleccionado por el equipo de Nueva Zelanda para disputar el Campeonato Mundial de Ciclismo en Pista en Mánchester en marzo. Se le escapó la medalla en persecución individual (4º) y persecución en equipo (4º). Es también 9º en la modalidad americana con Greg Henderson. Durante los meses siguientes, corrió de nuevo carreras en ruta para prepararse para los Juegos Olímpicos de Pekín junto con los otros ciclistas de Nueva Zelanda. Se impuso en carreras de aficionados en Bélgica (GP Etienne de Wilde) y Francia (Tour des Deux-Sèvres). En los juegos, hizo un excelente trabajo en la persecución individual. Segundo mejor tiempo en la calificación, ganó fácilmente al joven estadounidense Taylor Phinney para encontrarse en la final con Bradley Wiggins. El triple campeón del mundo y vigente campeón olímpicos se impuso. Roulston alcanzó la medalla de plata. Luego se unió al equipo de Nueva Zelanda de persecución en las semifinales. Mediante la eliminación de España, Sam Bewley, Marc Ryan, Jesse Sergent y Roulston obtuvieron el mejor tiempo y se clasificaron para la final. Ganaron al equipo australiano, campeón defensor, y consiguieron la medalla de bronce. Después de estos dos podios, Hayden Roulston completó sus juegos a con la prueba de Americana junto a Gregory Henderson, donde ocuparon la décima posición.
En 2009, fichó por el equipo Cervélo Test Team.
En 2010, ganó la primera etapa de la Vuelta a España, una contrarreloj por equipos con el Team HTC-Columbia.

## Palmarés

### Pista
2002 (como amateur)
- Sídney Persecución por Equipos (haciendo equipo con Greg Henderson, Matthew Randall y Lee Maxwell Vertongen)
- Sídney Madison (haciendo pareja con Greg Henderson)

2003
- 2.º en el Campeonato Mundial Madison 50 km (haciendo pareja con Greg Henderson)

2006
- Campeonato de Nueva Zelanda Persecución Individual
- Campeonato de Nueva Zelanda Persecución por Equipos (haciendo equipo con Heath Blackgrove, James Fairweather y Marc Ryan)
- 2.º en el Campeonato de Nueva Zelanda Carrera por Puntos

2007
- Campeonato Oceánico Madison (haciendo pareja con Greg Henderson)

2008
- 2.º en el Campeonato Olímpico Persecución Individual
- 3.º en el Campeonato Olímpico Persecución por Equipos (haciendo equipo con Sam Bewley, Marc Ryan y Jesse Sergent)

### Carretera
| 2003 - 1 etapa del Tour de Polonia 2004 - 1 etapa del Tour de Valonia - 1 etapa del Tour de Southland - 3.º en el Campeonato de Nueva Zelanda en Ruta 2006 - Campeonato de Nueva Zelanda en Ruta - Tour de Wellington, más 3 etapas - Tour de Southland, más 1 etapa 2007 - Campeonato Oceánico en Ruta - Tour de Wellington, más 3 etapas - Tour de Southland 2008 - UCI Oceania Tour - 2 etapas del Tour de Wellington - Tour de Southland, más 2 etapas | 2010 - 1 etapa en la Vuelta a Dinamarca - 2.º en el Campeonato de Nueva Zelanda en Ruta 2011 - Campeonato de Nueva Zelanda en Ruta - 2 etapas del Tour de Southland 2013 - Campeonato de Nueva Zelanda en Ruta 2014 - Campeonato de Nueva Zelanda en Ruta |

## Resultados en Grandes Vueltas y Campeonatos del Mundo
| Carrera         | Carrera         | 2003 | 2004 | 2005 | 2006 | 2007 | 2008 | 2009 | 2010 | 2011 | 2012 | 2013 | 2014 | 2015 |
| --------------- | --------------- | ---- | ---- | ---- | ---- | ---- | ---- | ---- | ---- | ---- | ---- | ---- | ---- | ---- |
|                 | Giro de Italia  | —    | —    | —    | —    | —    | —    | —    | —    | —    | —    | Ab.  | —    | —    |
|                 | Tour de Francia | —    | —    | —    | —    | —    | —    | 79.º | —    | —    | —    | —    | —    | —    |
|                 | Vuelta a España | —    | —    | —    | —    | —    | —    | —    | Ab.  | —    | Ab.  | —    | —    | —    |
| Mundial en Ruta | Mundial en Ruta | —    | —    | —    | —    | Ab.  | —    | 96.º | Ab.  | —    | Ab.  | —    | —    | —    |

—: no participa
Ab.: abandono

## Equipos
- Cofidis (2003-2004)
- Discovery Channel Pro Cycling Team (2005)
- Health Net presented by Maxxis (2006)
- Cervélo Test Team (2009)
- HTC (2010-2011)
  - Team HTC-Columbia (2010)
  - HTC-Highroad (2011)
- RadioShack/Trek (2012-2015)
  - Radioshack-Nissan (2012)
  - Radioshack Leopard (2013)
  - Trek Factory Racing (2014-2015)